# Zanthoxylum scandens
Zanthoxylum scandens (en chino: 花椒簕) es una planta leñosa de la familia Rutaceae.

## Descripción
Zanthoxylum scandens es una planta leñosa, que se asemeja a un arbusto o una trepadora leñosa. Se la ha encontrado en bosques bajos, bosques abiertos y matorrales desde una altura cercana al nivel del mar hasta los 1500 m. Geográficamente, la especie ha sido vista en zonas del sur de Anhui, Chongqing, Fujian, Guangdong, Guangxi, Guizhou, Hainan, Hubei, Hunan, Jiangxi, Sichuan, Taiwán, Yunnan, Zhejiang, India, Indonesia, Japón, Malasia, Myanmar, Laos y Vietnam.
La especie crece de manera autoeficiente, con una altura de hasta 24 m. Se pueden encontrar espinas en sus troncos, ramas, ramificaciones y raquis en las hojas. Las flores son tetrámeras, con un perianto en dos series. Se han encontrado sépalos de color verde púrpura pálido, de forma ovalada y de unos 0,5 mm de tamaño. Las flores masculinas tienen cuatro estambres, miden entre 3 y 4 mm y tienen una mancha en el ápice.  Las flores femeninas tienen tres carpelos con estaminodios ligulados. Se han observado folículos de frutas de color rojo violáceo, pero de color marrón grisáceo a negro cuando se secan. Las semillas tienen entre 4 y 5 mm de diámetro. La especie suele florecer de marzo a mayo y fructificar de julio a agosto.

## Clasificación
La especie se publicó por primera vez en la obra Bijdragen tot de flora van Nederlandsch Indië de Carl Ludwig von Blume en 1825. Ha sido ampliamente aceptada como especie, incluso en Flora of Japan II (Iwatsuki, K., Boufford, D.E. & Ohba, H., 1999), A Checklist of the Trees, Shrubs, Herbs and Climbers of Myanmar (Kress, W.J., DeFilipps, R.A., Farr, E. & Kyi, D.Y.Y., 2003), Danh lục các loài thực vật Việt Nam (Lê, T.C., 2003), Check-List of Flora of Meghalaya (Mao, A.A., Sinha, B.K., Verma, D. & Sarma, N., 2016), Bokor National Park A picture guide of forest trees in Cambodia (Tagane, S. & al., 2017), y Flora of China. (Wu, Z. & Raven, P.H., 2008).
Se han registrado oficialmente 529 apariciones. Tres ejemplares se conservan en el Real jardín botánico de Kew.
Se han identificado doce sinónimos potenciales, incluyendo Fagara chinensis, Fagara cuspidata, Fagara cyrtorhachia, Fagara laxifoliolata, Fagara leiorhachia, Fagara scandens, Zanthoxylum chinense, Zanthoxylum cuspidatum, Zanthoxylum cyrtorbachium, Zanthoxylum laxifoliolatum, Zanthoxylum leiorhachium y Zanthoxylum liukiuense.